# Moncley
Moncley ist eine französische Gemeinde mit 296 Einwohnern (Stand: 1. Januar 2022) im Département Doubs in der Region Bourgogne-Franche-Comté.

## Geographie
Moncley liegt auf 225 m, etwa 13 Kilometer nordwestlich der Stadt Besançon (Luftlinie). Das Dorf erstreckt sich auf einer Terrasse am südlichen Rand des Ognon-Tals, am Rand der leicht gewellten Landschaft zwischen den Flussläufen von Doubs im Süden und Ognon im Norden.
Die Fläche des 7,92 km² großen Gemeindegebiets umfasst einen Abschnitt des Ognon-Tals. Die nördliche Grenze verläuft entlang dem Ognon, der hier mit mehreren Windungen durch eine rund zwei Kilometer breite, flache Talniederung fließt und dabei verschiedene kurze Seitenbäche aufnimmt. Vom Flusslauf erstreckt sich das Gemeindeareal nach Süden in die angrenzende leicht gewellte Landschaft und bis in die Talmulde der Lanterne, eines linken Zuflusses des Ognon. Der gesamte südöstliche Gemeindeteil wird vom Bois du Grand Bugnoz, einem ausgedehnten Waldgebiet, eingenommen. Hier wird mit 255 m die höchste Erhebung von Moncley erreicht.
Nachbargemeinden von Moncley sind Pin, Vregille und Sauvagney im Norden, Les Auxons im Osten, Pelousey und Chaucenne im Süden sowie Émagny im Westen.

## Geschichte
Im Mittelalter bildete Moncley seit dem 13. Jahrhundert den Mittelpunkt einer Herrschaft. Zusammen mit der Franche-Comté gelangte das Dorf mit dem Frieden von Nimwegen 1678 definitiv an Frankreich.

## Sehenswürdigkeiten

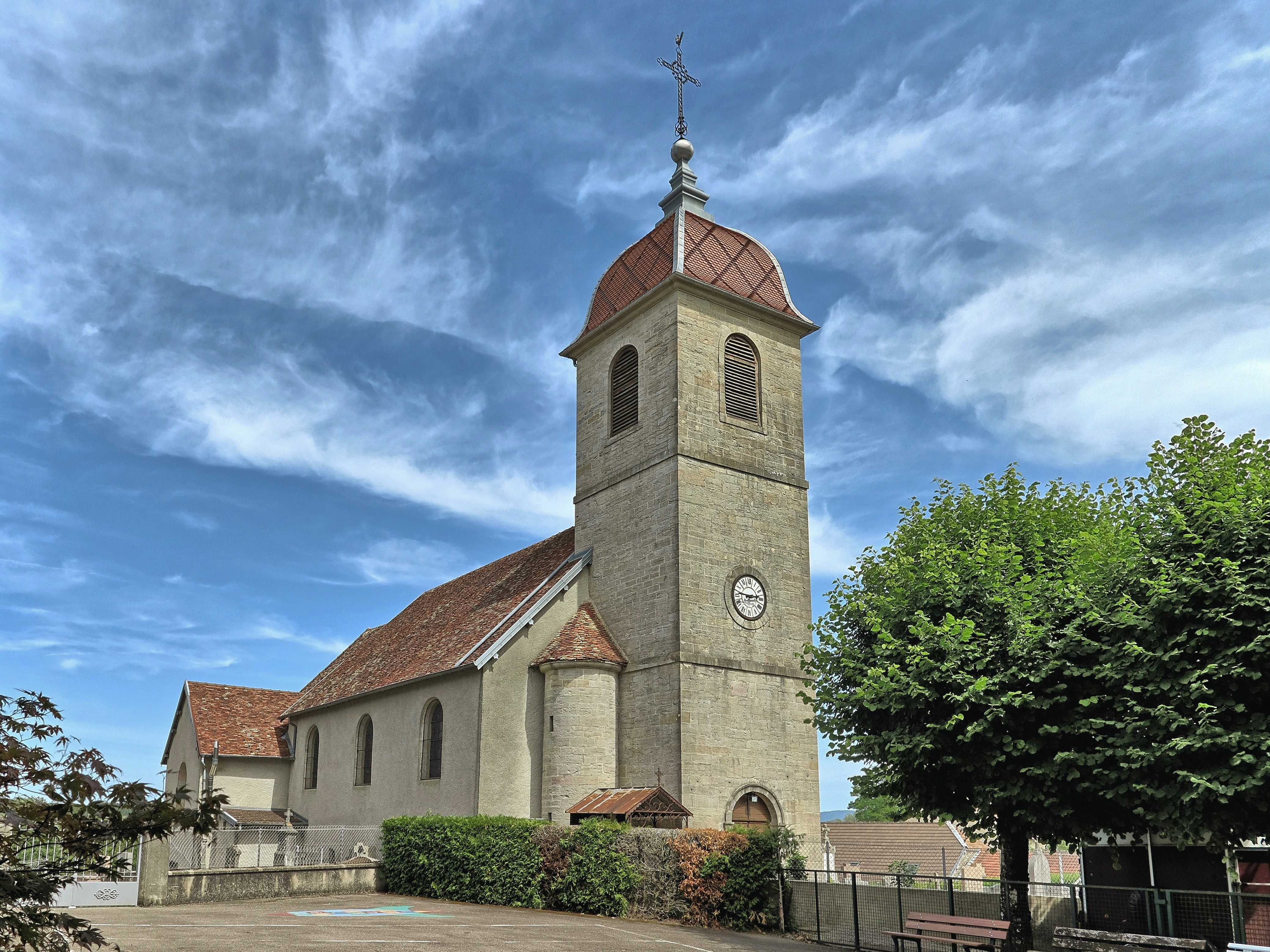
Kirche Sainte-Madeleine

Die Dorfkirche Sainte-Madeleine in Moncley wurde 1771 neu erbaut, wobei eine Seitenkapelle des Vorgängerbaus aus dem 16. Jahrhundert integriert wurde. Bedeutendstes Bauwerk ist das am westlichen Ortsrand stehende Schloss, das 1778 für den Marquis François Terrier de Santans im Stil des französischen Klassizismus errichtet wurde. Seine Fassade zeigt einen Halbkreis, der sich zu einem Park gegen das Ognon-Tal hin öffnet. Das Schloss wurde an der Stelle der mittelalterlichen Burg erbaut.

## Bevölkerung
| Jahr                       | 1962 | 1968 | 1975 | 1982 | 1990 | 1999 | 2016 |
| Einwohner                  | 177  | 175  | 168  | 231  | 221  | 282  | 286  |
| Quellen: Cassini und INSEE |      |      |      |      |      |      |      |

Mit 296 Einwohnern (Stand 1. Januar 2022) gehört Moncley zu den kleinen Gemeinden des Départements Doubs. Nachdem die Einwohnerzahl in der ersten Hälfte des 20. Jahrhunderts abgenommen hatte (1886 wurden noch 297 Personen gezählt), wurde seit Mitte der 1970er Jahre wieder ein deutliches Bevölkerungswachstum verzeichnet.

## Wirtschaft und Infrastruktur
Moncley war bis weit ins 20. Jahrhundert hinein ein vorwiegend durch die Landwirtschaft (Ackerbau, Obstbau und Viehzucht) und die Forstwirtschaft geprägtes Dorf. Daneben gibt es heute einige Betriebe des lokalen Kleingewerbes. Mittlerweile hat sich das Dorf auch zu einer Wohngemeinde gewandelt. Viele Erwerbstätige sind deshalb Wegpendler, die in der Agglomeration Besançon ihrer Arbeit nachgehen.
Die Ortschaft liegt abseits der größeren Durchgangsstraßen an einer Departementsstraße, die von Émagny nach Devecey führt. Der nächste Anschluss an die Autobahn A36 befindet sich in einer Entfernung von ungefähr elf Kilometern. Weitere Straßenverbindungen bestehen mit Chaucenne und Sauvagney.